# بوب هيغينز (لاعب كرة قاعدة)
بوب هيغينز (بالإنجليزية: Bob Higgins)‏ هو لاعب كرة قاعدة أمريكي، ولد في 23 سبتمبر 1886 في فايتيفيل في الولايات المتحدة، وتوفي في 25 مايو 1941 في تشاتانوغا في الولايات المتحدة.

## وصلات خارجية
- بوب هيغينز على موقعبيزبول رفرنس.كوم (الدوري الرئيسي) (الإنجليزية)
- بوب هيغينز على موقعبيزبول رفرنس.كوم (الدوري الثانوي) (الإنجليزية)